# 浜崎勇矢
浜崎 勇矢（はまさき ゆうや、1987年11月30日 - ）は、日本の元男子バレーボール選手。バレーボール指導者。

## 来歴
大宮中学1年からバレーボールを始める。宮崎工業高校を卒業後、2006年に、V・プレミアリーグ（当時の1部リーグ）に在籍する豊田合成トレフェルサへ入団。2009年に、同じくV・プレミアリーグに在籍する大分三好ヴァイセアドラーへ移籍した。
2013年5月、大分三好を退団し、同年9月にV・チャレンジリーグ（当時の2部リーグ）に在籍するつくばユナイテッドSun GAIAに移籍した。
2015年5月を以てつくばユナイテッドSun GAIAを退団し、2015年6月、大分三好ヴァイセアドラー（当時V・チャレンジリーグ所属）に復帰した。
2017年10月に大分三好ヴァイセアドラーを退団。2018年7月につくばユナイテッドに復帰した。
2022年、2021-22シーズンをもって現役引退。苦しいことの方が多かったが、みんなの支え、応援があって16年間の現役生活を続けられたとコメントした。引退後はバレーボール発展のために一から勉強したいと話している。引退後、同チームの監督に就任した。
2023年、2022-23シーズンをもってつくばユナイテッドSun GAIAの監督を退任し、つくばと同じくV.LEAGUE DIVISION2 MEN（V2男子）に在籍する北海道イエロースターズの監督に就任した。

## 所属チーム
選手
- 宮崎市立大宮中学校
- 宮崎県立宮崎工業高等学校
- 豊田合成トレフェルサ（2006-2009年）
- 大分三好ヴァイセアドラー（2009-2013年 ）
- つくばユナイテッドSun GAIA（2013年-2015年 ）
- 大分三好ヴァイセアドラー（2015-2017年）
- つくばユナイテッドSun GAIA（2018-2022年）

指導者
- つくばユナイテッドSun GAIA（2022-2023年）
- 北海道イエロースターズ（2023-）

## 受賞歴
- 2024 - 2023-24 V.LEAGUE DIVISION2 MEN 優勝監督賞